# Berdyszcze
Berdyszcze – wieś w Polsce położona w województwie lubelskim, w powiecie chełmskim, w gminie Dorohusk.
W latach 1975–1998 miejscowość administracyjnie należała do województwa chełmskiego. 
Wieś wchodzi w skład sołectwa Berdyszcze, Dorohusk-Osada w gminie Dorohusk. Według Narodowego Spisu Powszechnego z roku 2011 wieś liczyła 39 mieszkańców i była 26. co do liczby ludności miejscowością gminy.
We wsi znajduje się drogowe przejście graniczne Dorohusk-Jagodzin między Polską a Ukrainą. Tam też motel, bar, agencja celna. Sama wieś na północ od przejścia granicznego ciągnie się wzdłuż polnej drogi prowadzącej dalej do łąk nad Bugiem.
Wierni Kościoła rzymskokatolickiego należą do parafii św. Jana Nepomucena w Dorohusku.

## Części wsi
| SIMC    | Nazwa   | Rodzaj    |
| ------- | ------- | --------- |
| 0102396 | Popówka | część wsi |

## Historia
Berdyszcze w wieku XIX opisano jako wieś w powiecie chełmskim, w ówczesnej gminie Turka, parafii Dorohusk. Wieś  przy linii drogi żelaznej Nadwiślańskiej, oddalona 5 i pół wiorsty od stacji Dorohusk. 

We wsi istnieje  cerkiew dla ludności rusińskiej która należy do parafii dekanatu chełmskiego. Lustracja z 1827 roku wykazała  88 domów i 481 mieszkańców.

## Transport
- Droga krajowa nr 12 (E373): granica państwa – Łęknica – Żary – Leszno – Kalisz – Sieradz – Piotrków Trybunalski – Radom – Lublin – Chełm – Berdyszcze – granica państwa
- Droga wojewódzka nr 816: Terespol – Sławatycze – Włodawa – Berdyszcze – Zosin